# Line Arsenault
 (novembre 2018).
Pour les articles homonymes, voir Arsenault.
Line Arsenault est une scénariste et dessinatrice québécoise de bande dessinée née à Matane au Canada.
Elle est une des premières femmes auteur de bandes dessinées au Québec à avoir un réel succès populaire avec la série La Vie qu'on mène.

## Biographie
Artiste autodidacte, Line Arsenault publie ses premiers textes humoristiques à l'âge de 15 ans dans La Voix Gaspésienne, hebdomadaire de Matane dans les années 1970.
Elle réside à Québec depuis 1983. C'est en 1985 qu'apparaissent pour la première fois ses petits personnages de pompiers de la série La Vie qu'on mène dans l'un des quotidiens de la Vieille Capitale, Le Soleil.
Ses personnages sont apparus ensuite de 1992 à 1994 dans le magazine L'Actualité, en 1994 dans le mensuel Safarir, et de 1994 à 1996 dans le quotidien montréalais Le Devoir ainsi que sur des T-Shirts pour la série appelée Les mecs.
Une série d'albums sous le titre générique La Vie qu'on mène sont publiés aux Éditions Mille-Îles depuis 1995. C'est au Salon du livre de Rimouski qu'elle se mérite le Prix Jovette-Bernier pour le second album de cette série, intitulé C’est à quel âge la vie.
Line Arsenault collabore de façon régulière aux scénarios de la série télévisée québécoise Un gars une fille, de 1998 à 2002. Dans le même temps, elle participe en 2000 à la Mission-Québec, une délégation d'auteurs québécois de bande dessinée invités au Festival international de la bande dessinée d'Angoulême.
De 2002 à 2004, elle collabore de nouveau dans les pages du quotidien Le Soleil où elle publie six comic strips par semaine.
En 2005, Line Arsenault publie les nouveaux albums de cette série à compte d'auteur.

### Bande dessinée
Albums
Série La Vie qu'on mène
- 1. La Vie qu'on mène[4],[5], 1995., Éditions Mille-Îles
Scénario, dessin et couleurs : Line Arsenault - Montréal
- 2. C'est à quel âge la vie ?[4], [6], 1996., Éditions Mille-Îles
Scénario, dessin et couleurs : Line Arsenault - Montréal
- 3. Vaut mieux être heureux[7], 1997., Éditions Mille-Îles
Scénario, dessin et couleurs : Line Arsenault - Montréal
- 4. Chacun son île, Éditions Mille-Îles, Montréal, 1998.
Scénario et dessin : Line Arsenault
- 5. On se faxe, on se digitalise, on se téléporte et on déjeune ![8], 2002., Éditions Mille-Îles
Scénario, dessin et couleurs : Line Arsenault - Montréal
- 6. Qu'à cela ne tienne !, L.A. Éditions (à compte d'auteur), Québec, 2005.
Scénario et dessin : Line Arsenault
- 7. Un bonheur ne vient jamais seul, L.A. Éditions (à compte d'auteur), Québec, 2007.
Scénario et dessin : Line Arsenault
- 8. Peut contenir des traces d'humour, L.A. Éditions (à compte d'auteur), Québec, 2009.
Scénario et dessin : Line Arsenault
- 9. Si je ne m'amuse, L.A. Éditions (à compte d'auteur), Québec, 2017.
Scénario et dessin : Line Arsenault

Albums collectifs
- Et vlan ! On s'expose... Quinze ans de bande dessinée dans la région de Québec — 1971/1985[9], Société des créateur(trice)s et ami(e)s de la Bande dessinée (ScaBD), Québec, 1985.
Scénario et dessin : Collectif

Périodiques
- La Voix Gaspésienne, hebdomadaire de Matane, années 1970 ;
- L'Actualité, magazine se consacrant à la politique, l'économie, la culture et des sujets sociaux, 1992-1994 ;
- Strip-Tîze, BD d'humour wild !, 1993 ;
- Safarir[2], magazine de l'humour illustré, 1994 ;
- Le Devoir, quotidien de Montréal, 1994-1996 ;
- Zine Zag, 100 % BD, 1998-2003 ;
- Le Soleil, quotidien de Québec, 1985-1986, 2002-2004.

## Expositions collectives
- 1985 : Et Vlan ! On s'expose… Quinze ans de bande dessinée dans la région de Québec — 1971/1985[10], [11], Galerie d'art La Passerelle, Sainte-Foy, Premier Salon international de la bande dessinée de Montréal, Montréal ;
- 1997 : Les aventures de la bande dessinée québécoise au Musée du Québec[12], [13], [14], Musée du Québec, Québec ;
- 1999 : Bédéistes en nos murs[15], Bibliothèque municipale, Squatec ;
- 2000 : BD@Québec, Hôtel St-Simon, Festival international de la bande dessinée d'Angoulême, Angoulême (France) ;
- 2009 : Les 50 ans d'Astérix et d'Obélix : un hommage, XXIIe Festival de la bande dessinée francophone de Québec, Québec.

## Distinctions
- 1995 :  Lauréate Prix Bédéis causa — Espoir québécois[16] pour l'album de la La Vie qu'on mène #1, Festival de la bande dessinée francophone de Québec, Éditions Mille-Îles, collection Coup de griffe ;
- 1996 :  Lauréate Prix Jovette-Bernier[3], Salon du livre de Rimouski au gala des grands Prix littéraires de l’Est du Québec pour l'album de la La Vie qu'on mène #2 — C’est à quel âge la vie ?, Éditions Mille-Îles, collection Coup de griffe ;
- 1998 :  Lauréate Prix Bédéis causa — Humour pour l'album de la La Vie qu'on mène #4 — Chacun son île, Festival de la bande dessinée francophone de Québec, Éditions Mille-Îles, collection Coup de griffe ;
- 2003 :  Lauréate Prix Bédéis causa — Humour[17], [18]pour l'album de la La Vie qu'on mène #5 — On se faxe, on se digitalise, on se téléporte et on déjeune !, Festival de la bande dessinée francophone de Québec, Éditions Mille-Îles, collection Coup de griffe.